# Ortec Nesselande Rotterdam
L' Ortec Nesselande Rotterdam est un club de volley-ball néerlandais, basé à Rotterdam, et évoluant au plus haut niveau national (Eredivisie).

## Palmarès
Compétitions mondiales
- Top Teams Cup CEV
  - Finaliste : 2005

Compétitions nationales
- Championnat des Pays-Bas (8)
  - Vainqueur : 1990, 1992, 1998, 2004, 2005, 2006, 2009, 2011
- Coupe des Pays-Bas (5)
  - Vainqueur : 1989, 1990, 1991, 2006, 2007
- Supercoupe des Pays-Bas (5)
  - Vainqueur : 1994, 2005, 2009